# کوایچی موریتا (ترانه‌سرا)
کوایچی موریتا (انگلیسی: Koichi Morita؛ زادهٔ ۲۵ فوریهٔ ۱۹۴۰) آهنگساز، خوانندگی اهل ژاپن است. وی از سال ۱۹۶۹ میلادی تاکنون مشغول فعالیت بوده‌است.